# 幸運☆星角色列表
此列表是《幸運☆星》內的登場人物的介紹，譯名以台灣角川中文版為準。只列出中文版漫畫曾經出現的人物。此作品角色為左撇子者異常得多（主角是左右開弓）。

※備註：
1. 本作品的所有人名均以平假名表示。
2. 聲優的表示方式為：旧廣播劇及旧遊戲／電視動畫、新遊戲及新廣播劇／香港配音員／台灣配音員。

## 陵櫻学園高等部

### 主要人物

#### 泉此方
住在埼玉縣。小司稱為「小此（こなちゃん）」。
熱愛動畫及遊戲，是個徹頭徹尾的御宅族（受到父親嚴重影響）。頭腦應該不錯，不過不喜歡字多的書，所以連與動漫高度相關的輕小說都不太喜歡讀。
主人公，15-17歲。身高只有143cm，體格以平均而言來說是比較嬌小（似乎由小學六年級開始就沒有成長），本人有點介意這件事情，但若有利可圖，也並不介意利用身高假裝成孩童。沒有甚麼身材，貧乳、紫藍色長直髮，蘿莉型少女，頭上有呆毛。瞳孔是綠色，左眼的左下方有跟父親總次郎一樣的淚痣。除了漫畫初期以外，常常也擺出一副愛睡的表情，還有可愛的貓嘴。運動能力超群，但卻因為不想漏失想看的動畫沒有參加任何社團。因為轉播運動比賽會使得動畫延後播出、甚至暫停播出的關係，小此很討厭運動比賽。雖說她討厭運動比賽，有時卻也會看棒球比賽，也會和黑井老師討論相關的話題。小此對於喜歡的事物以外之事物皆不太感興趣，而且她也會在日常談話中滲入御宅系詞彙（宅話）。
雖然頭腦不差，但討厭唸書。平時一定不會把書拿回家，也不會在家裡學習。不過考試前會使出得意技「臨時抱佛腳」並且會拿過得去的成績，但多半還是不怎么樣、甚至慘不忍睹的成績。假期時作業會在最後幾天去抄柊鏡的。
此方自稱，如果用動物來比喻的話，她因為愛惡作劇會是一隻“狐狸”。
對遊戲的熱愛度也絕非等閒，在知識問答類遊戲能更勝柊鏡一籌，包括投幣玩偶機(抓娃娃機)這樣的遊戲也很擅長。雖然有手機，卻時常在家中放著不管，幾乎沒有在用。母親（彼方）自此方年幼時過世。小此長久以來和父親一起生活，而在升上高中3年級的同時，小此的表妹小早川優寄住在此方家裡，加上目前家中也是帕蒂的住宿家庭，所以現在是四個人住在一起。
因為母親過世的關係，過年很少吃年糕，而是會吃麵條和披薩。多年和父親兩個人住的關係，很會做家事，包括料理；拿手菜則是咖哩。常吃巧克力螺（コロネ）（形狀類似螺，從粗的那端放巧克力餡的麵包），午餐經常吃著，而且有時身上會有一罐牛奶配著。但每次都會問小司或美幸哪一端是頭部——是粗的那端還是細的那端。
早上起來第一件事是電腦開機（漫畫第4卷），不過經常打網絡遊戲到深夜甚至通宵。在網路遊戲中使用男性角色（職業為戰士），遊戲角色也已經「結婚」。順帶一提，結婚對象的女性角色是由男性操控。喜歡在網路遊戲中跟奈那子老師聊天，在上課時容易打瞌睡，因而時常吃奈那子老師的拳頭。個人電腦亦使用動漫相關的系統設定（郵件鈴聲與單詞登錄）。
對動漫、遊戲的嗜好是從小受父親薰陶的（動畫14話），因為會看與遊玩父親購入的東西，所以即使是成人類的東西也不會放過。18歲生日時，似乎為能夠公然遊玩成人遊戲而感到高興。對喜歡的東西（宅物）有著極強的執著。為了遊戲與同人誌等的開支而在女僕咖啡廳（Cosplay喫茶店）做兼職（Cosplay對象是涼宮春日，動畫第16話）。在Comike能爆發出最強的執著力和作戰指揮力（動畫12話），自稱5歲開始就被老爸帶去Comike。為喜歡的動畫購買3套Quo卡（保存用、鑑賞用、傳教用），包括喜歡的同人誌也是三套（動畫12話，柊鏡代買）。由於買過的週邊商品之後都會大賣而在動畫裡被各路店家稱為“傳說中的少女A”。
曾在世界史教科書中的秦始皇圖像上塗鴉。
房間內有《SHUFFLE!》的海報（人物：麻弓百里香）和漫畫1-5冊、朝比奈實玖瑠的服務生裝MIKURU BEAM特別POSE手辦模型。
與美紗緒考上同一間大學，並就讀相同的學科。
已考獲駕照。

#### 柊鏡
住在埼玉縣。被稱呼為「小鏡」（かがみん）。另外有一次在討論到大家的暱稱時，因為開玩笑地說希望被叫做「鏡大人」（かがみさま），而被此方這樣叫，因此在網路上亦被某些人稱為「鏡大人」（かがみさま）。
柊家三女，是柊司異卵雙胞胎的姐姐。15-17歲。學業成績優秀，但卻不擅料理。1年級時擔任過班長。淡紫色的長髮，用緞帶綁成雙馬尾。在故事初期曾附上小小的呆毛。瞳孔是淡淡的青紫色。眼型是吊眼梢，典型的吐槽角色，經常被此方吐槽，也經常向此方回敬。不過其實有點怕寂寞，也是個「傲嬌」（ツンデレ）角色。喜歡的遊戲類型和此方不同，喜歡玩射擊遊戲系，也多少聽得懂此方所講的宅話。很喜歡讀輕小說。對於周圍沒有相同喜好的人，不能互相交流分享而煩惱。與此方、司等人不同班，但常常在午餐時間到此方的班上去找她們。
在升2年級時，希望和其他人同班而選擇文科。儘管大家同是文科，不過是自己一個被編到別班，到了升3年級時仍是發生同樣情況。
由看輕小說開始，她是驚爆危機的愛好者。最喜歡的是「校園篇（ふもっふ）」。此外，鏡的房間內亦放有蹦太君（ボン太くん）的玩偶。
在夏日祭典的撈金魚中不知為何金魚群會逃開，只剩下一條金魚，所以便成功撈起來了。動畫版中便稱呼這尾金魚為「荳荳」（ぎょぴちゃん，最後亦因過份疼愛而令其變成痴肥魚，出自中的粉紅色會飛的金魚）。
動畫里被此方比喻為“兔子”，雖然嘴裡說著難為情，但似乎很喜歡的樣子。
很喜歡甜食。雖然很在意體重，但她經常在晚上吃甜食，體重稍為減少時又吃甜食令體重再次上升，陷入惡性循環。
將來期望能進到大學法學部，並且成為辯護律師。（此方曾對她說：「將來就拜託妳了！」）

柊鏡在2008年分別拿下國際最萌聯盟比賽的紫水晶項鍊(Amethyst Necklace)和祖母綠項鍊(Emerald Necklace)。

#### 柊司
柊家四女、柊鏡的妹妹，被稱呼為「小司」。擅長料理，但卻不太擅長運動與唸書。15-17歲。眼睛是薄青紫色，淡紫色的短髮上常常縛有像髮箍一樣作用的緞帶，因外表以及陵櫻學園的制服常被當成《To Heart》中神岸明的Cosplayer，是典型的天然呆治癒系角色，也是個好人，性格膽小怕事和冒失。與雙親、姊妹共6人同住。和此方是同班同學。在生日時候收到了手機當作禮物，但卻因為在課堂中響起鈴聲而被沒收（放課後歸還）。但是第二天即把電話放在裙子口袋中忘了拿出就拿去洗而報銷，重新買了後也曾經因放在胸前口袋而於起身時摔到地上。在動畫版中手機吊飾是《Keroro軍曹》中的Keroro，第二次則換成了Tamama。也似乎有過把熱水加進炒麵泡麵後就擺著，結果應該要倒掉的熱水都被麵吸乾的經歷，由此可見她的冒失。另外她也很喜歡在雞肉蛋飯（親子丼）以及牛肉飯等等加上美乃滋來吃。
原本該角色是不存在因為該編輯部認為不需要雙胞胎的設定，但作者硬要加進去的，後來開出的條件是要個性不太一樣才行。
被此方形容為“像小狗的感覺”。
不敢看恐怖電影。

在此方和美幸考獲駕照後，也考獲駕照。

#### 高良美幸
住在東京都內。沒有特別擅長或不擅長的科目。
有錢人家的大小姐。是個容姿端麗，成績優秀，品行方正的優等生。15-17歲，身高167cm，體格大致上是平均水準，但是十分勻稱，又是巨乳。與此方、小司同班，也常常被此方的話題捲進去，因此也有被奈那子老師彈額頭（但是與此方那種被奈那子老師打出一個大瘤來說還是差太多）。一年級時曾擔任班長（事實上，國中以來就一直擔任班長）。因為在水中無法睜開眼睛，所以不擅長游泳。有著微卷的淡粉紅色長髮及薄青紫色的眼睛。是個天然呆的巨乳眼鏡娘，此方私底下稱她為「天然紀念物」。
此方說用動物來比喻的話是乳牛。
很怕去看牙醫，但是每次牙醫治療時都要弄很久，令她不得不常常去看。雖然害怕看醫生，但大學仍希望就讀醫學系成爲醫生。
喜歡學習和看書，尤其熟悉疾病以及神話傳說，知識面很廣闊；是有書就看的人，所以也會讀輕小說。也因其博學多聞，幾乎任何問題都能解答，在Lucky Star OVA中，被此方冠以“美維基（みwiki）”的稱號。
裸視視力連0.1都沒有，但直到小學低年級的時候視力都還好。視力變差的原因是因為母親為美幸在臨睡前讀書時反而先睡著了，而美幸繼續在黑暗中讀書的關係。
擁有一種不睡覺就不行的體質，經常11點一到就會去睡覺，順帶一提國中2年級的時候10點就睡了。在玩遊戲時會有整個性格變調的時候。而在學習方面也受到同學和奈那子老師的信賴。生氣時不會表現在臉上，但週遭的人都能感受並相當害怕。

已考獲駕照。

### 已畢業學生(經過一學年之後)

#### 日下部美紗緒
鏡的同班同學。16-17歲。自國中開始，連續五年與綾乃和鏡同班。住在埼玉縣。擅長科目是體育，而不擅長科目是世界史和數學。與綾乃是從小一起長大的好朋友，有著短而有點波浪形的頭髮。性格開朗單純，是個喜歡戶外活動的角色，也加入了田徑部的社團，是班上的康樂股長，但是不喜歡讀書。喜歡吃肉丸。有時也會為口內炎煩惱。似乎對於鏡來說美紗緒是「很像此方定位」的人。
对于镜和此方她们的关系比和自己与绫乃要亲密而感到有些嫉妒，曾经以“我的柊...”来向此方主张所有权（同时此方也毫不服输的以“我的镜...”反击）。把此方当成对手，并且管此方叫“小個子”，被此方叫做“美紗仔”，後跟此方在大學同班。
向“对手”此方问过自己的萌点在哪里，回答是“傻瓜性格”（其他的诸如“虎牙”“像男孩子”“小孩子气”等的回答也有）。

说话时经常带有浊双唇擦音（「だってば」在美紗緒嘴里就变成了「だってヴぁ」），这使得她的声音变得异常可爱。

#### 峰岸綾乃
住於埼玉縣。15-17歲。拿手科目是日語，不擅長的科目是數學。
頭髮顏色是橙色而眼睛的顏色則是藍色，是個左撇子。用卡秋沙（Kachusha）頭飾帶綁著長髮。所以前髮會從上面往後吊，變成禿額角色。可是她也會以髮夾束好額前的頭髮。穿過膝長襪，因此被此方說過擁有絕對領域的萌點。
喜歡豆腐和餃子。討厭辛辣的食物和二手煙。喜愛的顏色是黃綠色。
所屬社團為茶道部。所擔任的幹部是風紀股長。
鏡的同班同學。自國中開始，連續五年與美紗緒與鏡同班。美紗緒的青梅竹馬。
一個賢慧的女孩。行為舉止優良且愛照顧人，有著類似於美紗緒監護人般的身分。
平時總是非常溫和容易親近的樣子，但美紗緒卻說“綾乃生氣起來的樣子其實很可怕”。

眾人中唯一有男朋友的角色，而男朋友為美紗緒的哥哥。

### 三年級學生(經過一學年之後)

#### 八坂紅
- 日文：
- 聲優：無／森永理科
- 出生日期：2月3日
- 星座：水瓶座
- 血型：B
- 身高：168cm

東京出身，16-17歲。拿手科目是國文，不擅長的科目是英文。為陵櫻學園3年C班（之前為2年F班）學生，同時也是動漫研究社的社長兼學生會的會計，相當受學弟妹們的尊敬。雖說是名宅人，但會注意流行的事物。曾到遊樂場玩與此方對戰格鬥遊戲，但實力與此方差一大截，不只被放水，最後還被此方棄戰，且並不知道此方是大他一學年的學姊，只當他是普通的小鬼，直到此方的畢業典禮時才驚覺此方比她年長。也是本作中唯一個陵櫻學園2年級生，目前僅於漫畫與遊戲中登場。

#### 永森大和
- 日文：
- 聲優：無／廣田詩夢
- 出生日期：11月26日
- 星座：射手座
- 血型：A
- 身高：164cm

埼玉縣出身，16-17歲。遊戲「幸運☆星 〜陵櫻學園 櫻藤祭〜」中的人物，轉學生，擅長科目是體育與音樂，與八坂紅是中學時期的朋友。

### 二年級學生(經過一學年之後)

#### 小早川優
- 日文：
- 聲優：清水愛／長谷川靜香／香港：周文瑛／台灣：馮嘉德
- 出生日期：12月20日
- 星座：射手座
- 血型：A型
- 身高：138cm

此方的表妹，唯的親妹妹。住在埼玉縣。
擅長的科目是國文，不擅長的是體育。13-14歲。在此方就讀高中三年級時進入陵櫻學園就讀一年級。與岩崎南同班。性格積極向上，不過常常想著借給她手帕的岩崎南的名字突然發呆。鮭魚色的半長髪。瞳孔是青色的。扎成對尾的短髪，有時會系上巨大的絲帶。體格弱小，經常生病。
入學較早，也曾是班長的候選人。因為自家離陵櫻學園遠，所以目前借住在泉家。常常因為身體的成長問題煩惱，并且因為有親人（此方）這個成長的實例在身邊，所以希望就完全破滅了。此方常用“小優”（ゆーちゃん）來稱呼她。正式登場時是先在月刊少年ACE登場，然後才到月刊Comptiq。

#### 岩崎南
- 日文：
- 聲優：松來未祐／茅原實里／香港：莊巧怡／台灣：雷碧文
- 出生日期：9月12日
- 星座：處女座
- 血型：A型
- 身高：163cm

住在東京都內。擅長科目是體育，且沒有特別不擅長科目。
與小優同時進入陵櫻學園入學。13-14歲。在入學考試時跟小優認識。在入學試後，將身體不適的小優帶到保健室，並借了手帕給小優。薄荷綠色的的短髮（登場初期曾描繪為淡藍色的頭髮）與稍稍的吊眼梢（ツリ目）。瞳孔是薄青紫色。擁有高挑的身形，與美幸是從小認識的鄰居，非常尊敬美幸，最近還非常羨慕美幸的大胸部。擅長運動。被人稱讚時會臉紅或害羞。與小優同班，並擔任衛生股長。
沒有太大的表情變化，給人很酷的感覺，內心卻是很溫柔。很少說話及自我行為，不過其性格和善。因為小優是少數理解自己的人，故相當珍惜與她之間的友誼。興趣是讀書與鍵盤樂器。家在高良家附近，是有錢人。家中飼養了一隻白色的大狗-櫻桃(チェリー)，在庭園中有太陽傘。與美幸的家很近且有相同興趣，在以前已經很親近。不喜歡吃酸梅。
在多次聽見小優稱此方為姊姊後，也開始稱美幸為姊姊。這是受到朋友影響，漸漸變得願意表達內心想法的表現。
因其聲優和性格的關係，似乎有了「長門」這個稱號。

#### 田村日和
- 日文：
- 聲優：新谷良子／清水香里／香港：魏惠娥／台灣：林美秀
- 出生日期：5月24日
- 星座：双子座
- 血型：O型
- 身高：152cm

擅長的科目是美術，不擅長的是體育。
是深色長髮的眼鏡娘。13-14歲。左撇子；把作畫的手認為是漫畫家的生命。跟小早川優，岩崎南和帕特莉西亞·馬汀同為一年D組的學生。擅長的學科為美術，不擅長的是體育。她是一位御宅族兼同人誌漫畫家。對於動漫畫的接受範圍很廣，BL跟百合都是她的創作以及妄想範圍之內。也因此被帕特莉西亞‧馬汀稱作腐女。似乎有以優和南为题材的作品，生活中也常将两人做为妄想及绘图对象，事后又为此苦恼。和同為御宅族的泉此方很有話題聊。被南家的狗討厭。
而幸運星所有人物的檔案，皆為日和製作的，最後她自己還會來個小短評。但她個人的檔案則是找此方和紅來做小短評。(在第9本漫畫中可看到，也就是「田村日和人物檔案」)

#### 帕特莉西亞‧馬汀
- 日文：（Patricia Martin）
- 聲優：雪野五月／佐佐木望／香港：鄧潔麗／台灣：錢欣郁
- 出生日期：4月16日
- 星座：牡羊座
- 血型：O
- 身高：168cm

擅長的科目是英文，不擅長的是國文。
小優與小南的同學，13-14歲，同時也是來自外國的交換留學生，目前寄住在此方家。熱愛御宅文化，但是來到日本的初衷卻是爲了“了解日本文化”，喜歡聽TMR（西川貴教），Flow等人的歌（都是唱過動畫歌曲的歌手），於動畫16話中，以此方在女僕咖啡廳中的同事身分正式登場，並和此方出了專輯，扮演角色為涼宮春日系列的-朝比奈實玖瑠。也是眾人中唯一右撇子的角色。

#### 若瀨和泉
- 日文：
- 出生日期：1月3日
- 星座：摩羯座
- 血型：B型
- 身高：164cm

擅長的科目是家政，不擅長的是美術。
小優及小南的同學，紅眼長髮。13-14歲。左撇子；
在漫畫第七集登場，二年B班的班長，因為性格嚴謹和成績優秀（但不擅長填充題，曾全猜一樣的答案但一題都沒對）所以受周圍同學仰慕。
對外注意形象，但實際上是個隱性御宅族，很怕自己是御宅族之事曝光，但在COMIKE現場被擺攤賣同人誌的日和撞見，從此與日和和帕蒂等人成為好友。

### 教職員

#### 黑井奈那子
- 日文：
- 聲優：淺野真澄／前田近美／香港：周文瑛／台灣：馮嘉德
- 出生日期：2月8日
- 星座：水瓶座
- 血型：O型
- 身高：171cm

神奈川縣出身。擅長科目是世界史，但不擅長英語。
是此方那班的班導師，教世界史，對她那班的同學亦師亦友，個性直率，稍微會料理。現年26-29歲，沒有男朋友。瞳孔是綠色，操關西腔（因為小學時的老師說關西腔，覺得很棒而模仿，其後，到關西上大學，讓關西腔更上一層樓），擁有超過腰部的超長直髮，通常會把頭髮紮成一束。雙手都能夠寫字。經常向此方借遊戲玩。經常打線上遊戲，幾乎是每晚必定在線，每逢聖誕或是新年等等的長假也必定上線遊玩。因此經常在線上遊戲碰到此方，經常會在線上遊戲上說教此方令其極為尷尬。喜歡看棒球賽，是「千葉羅德海洋」的超級球迷。雖然有駕駛執照，但是個路癡。超車暴走技術一流。討厭麻煩，曾有「每天不用想穿什麼衣服，只管穿學校制服才比較輕鬆」的發言。
在此方等人考獲駕照，不需要自己駕車後，為此感到失落。

#### 櫻庭光
- 日文：
- 聲優：松岡由貴／井上美紀／香港：魏惠娥／台灣：雷碧文
- 出生日期：1月25日
- 星座：水瓶座
- 血型：O型
- 身高：143cm

是小鏡那班的班導師，也是小優他們班上的生物老師，也是動漫社，生物社的顧問。
於動畫第24話最後，為了調停小神晶和白石之間的紛擾而登場。
曾任「幸運☆星天堂」的隊長，為小神晶的上司，似乎為了保住威嚴的緣故，總是在「幸運☆星天堂」中瞇著眼睛。
與奈那子一樣被家人催促結婚，但都沒有打算嫁出去。

#### 天原冬紀
- 日文：
- 聲優：無／佐久間紅美
- 出生日期：9月17日
- 星座：處女座
- 血型：A型
- 身高：164cm

慣用手是左手，胸部大小：中等，在神奈縣居住，是陵櫻高中的保健老師也是茶道部的顧問，擅長國語和英語，沒有不擅長的科目。
工作時會以絲帶把頭髮簡單的束起，但在人物插圖中，卻是把頭髮放下來。
與櫻庭光是青梅竹馬的關係（當然是青梅）。特別關照身子虛弱的小優。
由於她是個溫柔的人，所以受到大家的愛戴，不只是在學生，在男教師中的人氣也十分高。
因為櫻庭光常常在她身旁，所以男教師常把光當作電燈泡的眼神看待。
沒有在動畫到登場，在單行本第五冊時登場，在第四冊中的田村日和人物檔案裡也有登場。
興趣是散步和閱讀。喜歡紅茶，古藝術，超自然現象和恐怖片。討厭的是船（因為不會游泳）。喜歡的顏色是白色。
據說她是個有錢人。

## 主要角色的家族成員，血緣者
成實唯
聲優：齋藤千和／西原さおり／香港：龍德瓊／台灣：錢欣郁
娘家姓小早川，生日是10月7日。血型A型。身高166厘米。
出生在埼玉縣。擅長的科目是公民與道德，不擅長的是數學。小優的親姊姊，此方的表姊，隸屬于埼玉縣警察局交通安全課的女警官。是一個唯我獨尊，我行我素，會猛然暴走的警官。25-27歲。有著豐滿的胸部及一頭深綠色的短发。瞳孔是褐色的。不是很會打扮自己。屬於天然系眼鏡娘。但是一握住方向盤性格就會突然轉變。能在時速40公里的情況下使出水溝蓋跑法超車。最近剛剛結婚。丈夫出差的時候就頻繁的往此方家跑，很多時候是深夜到訪，而且經常喝醉後出現。
泉總次郎
聲優：無／平松廣和／香港：楊耀泰／台灣：劉傑
8月21日出生。身高181厘米。
泉此方的父親，是個作家。亦喜歡玩美少女遊戲，經常被此方委託買美少女遊戲。似乎對女中學生有特殊癖好，也因此此方認為他是變態和蘿莉控。此外，他是攝影發燒友，拥有华丽的摄影器材，曾经用来拍摄此方學校运动会上的女生。不过最后被工作人员拖走。 由於娶了蘿莉型的彼方為妻，以及生了一個蘿莉型的女高生此方，而且有同樣遺傳的蘿莉型姪女升上高中時來到自己家借住，自認為是「人生的贏家」！
唯和小優的母親是他的妹妹。
泉彼方
聲優：無／島本須美／香港：莊巧怡／台灣：錢欣郁
此方的母親。跟此方長得很像（跟此方一樣蘿莉型的，但沒有淚痣和呆毛），也跟此方一樣個子很小，曾說過希望此方身高別像她，個性別像總次郎。在此方小時候就去世了。於漫畫中第五期中以鬼魂的姿態正式登場（動畫第22回 在這裡的彼方）。是總次郎的青梅竹馬。此方似乎認為彼方是被總次郎脅迫結婚的，但事實上是正統的戀愛結婚。
高良由香里
聲優：無／小菅真美／香港：龍德瓊／台灣：雷碧文
美幸的母親。但對美幸來說就像一位大姐一樣(個性相當孩子氣)。身高164厘米。
柊忠雄
聲優：無／古澤徹／香港：黎景全／台灣：劉傑
小鏡和小司的父親，柊家的一家之主。身高185厘米。
柊美紀
聲優：無／井上喜久子／香港：龍德瓊／台灣：馮嘉德
小鏡和小司的母親。身高162厘米。
名稱源自於神道教的「祭酒」。
漫畫版第6卷的後話中被問及年齡時說出井上喜久子的名言十七歲。
柊祈
聲優：無／升望／香港：周文瑛／台灣：林美秀
柊家長女。身高166厘米。
柊祀
聲優：無／明坂聰美／香港：吳小藝／台灣：錢欣郁
柊家次女。身高162厘米。

## 其他人物
小神晶
東京都出身。月刊雜誌Comptiq的幸運☆星漫畫情報頁「Lucky Channel」的原隊長。14-15歲。國中生，不擅長看漢字。
擁有像鮭魚肉色般的粉紅色短髮。在頭的左後位置有呆毛，瞳孔是金色。
漫畫單行本第二集中以穿著雨衣的姿態出現。
穿著不從袖口露出手部的寬鬆衣服，充滿朝氣，對別人以「早安幸運～！」（おはらっき～!）來打招呼。
是電台節目「Lucky Channel」的主持，也主持電視動畫內的同名時段。
雖然自認是以青春陽光的形象出現在螢屏上，但時常在白石稔面前黑化，語音和神情都會變的很可怕。
在時段內常常以不友善的語氣和內容來回答很現實的問題，表達黑暗的一面。甚至出手打白石稔。但是她在生物教師櫻庭光面前因為害怕，或是在貓面前都不會露出這黑暗的一面。
生活在一個父母分居的複雜家庭。而負責供給生活費的父親最近似乎都沒送生活費，且母親似乎也不斷利用女兒在演藝事業得到的錢大量購買名牌物品。
在第16話的片尾曲中以真人（真實影片錄像而非動畫人物）的方式一展歌喉。
另外因為遊戲和廣播劇中的小神晶沒有雙面人格，所以常有「因為遊戲中的小神晶不會露出黑暗面所以野中藍可以配」的說法。
在電台節目「Lucky Channel」改組為「幸運☆星天堂」時被降級為二等兵，成為櫻庭光的部下；後因「廣播X動畫聯勤計畫」開跑，再次成為「超幸運☆星頻道」隊長。
宮河日向
聲優：能登麻美子／高口幸子／香港：周文瑛／台灣：馮嘉德
6月15日出生。血型O型。居住在埼玉縣。遊戲版中登場的角色及外傳宮河家的空腹女主角之一。擁如鮭魚肉色般，尾端翹起的粉紅色長髮。
額頭的左側戴著一個兔子造型的髮夾。瞳孔也是粉紅色。下垂眼型的眼鏡娘。
生活費靠著在同人店的打工維持著，但因為大量購買漫畫以及同人誌的關係，生活得很艱苦。
在動畫版第12話中帶著妹妹一起出現(約6：41，此方離開攤位時)，在16話中正式登場(約10:03，小鏡過去詢問魯路○的漫畫放在哪)
討厭豆奶及忌廉。
宮河日影
聲優：田村由香里／鹿野優以／香港：吳小藝／台灣：錢欣郁
9月6日出生。血型A型。居住在埼玉縣。10歲。
遊戲版登場的角色，以及外傳宮河家的空腹女主角之一，也是作品中年紀最小的角色，現在就讀市立櫻園小學四年級。
擁有水藍色長髮，並有將左側的頭髮梳辮子，然後當成髮帶一樣把頭髮束起的獨特髮型。
瞳孔是淡淡的青紫色。眼型是三角眼。
喜歡抽獎，逛街跟旅行
因為姐姐大量購買同人誌及其他動漫遊戲相關精品而造成生活艱苦的關係，不太喜歡御宅族。
在動畫版12話中跟著姊姊一起到2006年冬季的COMIKE會場，在16話中正式登場(約10:28，在小鏡他們結完帳走後才出現)。
兄澤命斗（あにさわ めいと）}}
聲優：無／關智一／香港：楊耀泰／台灣：劉傑
動畫Animate店長中的主角，在該作品中為Animate池袋總店的店長，於10話時開始出現，將泉此方稱呼為少女A的人，並不時帶著其他店員出現。當泉此方光顧Animate時，不斷誘使她購買商品而指示其他店員使出怪招，但最後總是以失敗收場。
男性人物
聲優：無／立木文彥
幸運☆星當中偶爾會出現，台詞較少且為非重要人物的男性角色，大多為路人，職員等。
女性人物
聲優：無／鯨
幸運☆星當中偶爾會出現，台詞較少且為非重要人物的女性角色，大多為路人，職員等。

## 真實的人物
白石稔
聲優：白石稔／香港：郭俊廷／台灣：劉傑
動畫原創角色，角色是參考聲優白石稔本人而設計。亦出現在 Lucky Channel 中（助手）。對小神晶稱呼為「晶大人」。在動畫中客串多個不同角色，包括泉此方及柊司的同班同學白石稔，第1至12話片尾曲曾經以卡啦OK侍應生的身份出現過，曾於第12話的Comic Market現身。
在第21話中因為終於不能忍受Lucky Channel的主持小神晶黑暗一面和小野大輔搶去他助手之位，終於失控：攻擊小神晶，小野大輔，制止他的工作人員，打翻桌子，椅子，破壞佈景板，攝錄機。
在第13至15及17至21話的片尾曲中以真人（真實影片錄像而非動畫人物）的方式一展歌喉，不但走音，而且動作十分搞笑；而台版播出帶則是將白石稔的真人入鏡片段繼續延用日文原音。
茅原實里
聲優：茅原實里／香港：莊巧怡／台灣：馮嘉德
在動畫第12話中以茅原實里本人身份登場。
平野綾
聲優：平野綾
在動畫第15話中以本人身份出場。(片尾工作人員表並沒有標示，而是以之名在歌曲欄位標示)
小野大輔
聲優：小野大輔／香港：楊耀泰／台灣：劉傑
動畫原創角色，以聲優小野大輔為藍本，在動畫第20話中出場，擔任的是Lucky Channel中小晶的臨時助手。因他搶去白石稔助手之位，並被白石稔攻擊。
Nyamō（美水鏡）
漫畫原作者，以一隻帶尾巴的貓頭出現在動畫中。
後藤札様
聲優：後藤邑子／香港：魏惠娥／台灣：許淑嬪
動畫第23話在Lucky Channel中以ゴトゥーザ様（ゴットゥーザ様）身份出場，以聲優後藤邑子為藍本的不良女性。目的是制止白石稔及小神晶之間的紛爭，完成調解後騎上自己的愛車本田CB-400SF並當場離開。